# ارکپ
ارکپ (انگلیسی: AerCap) شرکت هوافضای آمریکایی ایرلندی است، که در سال ۱۹۹۵ تأسیس شد.